# The Hymn of a Broken Man
| Críticas profissionais | Críticas profissionais |
| Avaliações da crítica  | Avaliações da crítica  |
| Fonte                  | Avaliação              |
| ---------------------- | ---------------------- |
| About.com              | link                   |
| ARTISTdirect           | link                   |
| PopMatters             | link                   |
| Allmusic               | link                   |

The Hymn Of A Broken Man (na tradução para o português: O hino de um homem quebrado) é o primeiro álbum de estudio da banda americana Times of Grace, o álbum foi lançado dia 18 de Janeiro de 2011 pela Roadrunner records. e o primeiro Single do álbum saiu no dia 15 de Outubro, a primeira faixa do álbum, Strength In Numbers. o álbum contém ao todo 14 faixas.

## Faixas
1. Strength in Numbers - 4:16
2. Fight For Life - 3:36
3. Willing - 3:23
4. Where The Spirit Leads Me - 3:36
5. Until The End Of Days - 4:21
6. Live In Love - 3:49
7. In the Arms of Mercy - 1:54
8. Hymn of a Broken Man - 3:13
9. The Forgotten One - 4:38
10. Hope Remains - 4:49
11. The End of Eternity - 5:52
12. Worlds Apart - 4:33
13. Fall From Grace - 4:57

### Edição Especial
1. Willing (Versão Acústica) - 3:25

## Créditos
- Jesse Leach - Vocal
- Adam Dutkiewicz - Vocal, Guitarra, bateria, Baixo

## Gráficos
| Chart (2011)          | Peak Position |
| --------------------- | ------------- |
| German Newcomer Chart | 7             |
| U.S. Billboard 200    | 44            |